# Procession du Vendredi saint à Bad Cannstatt

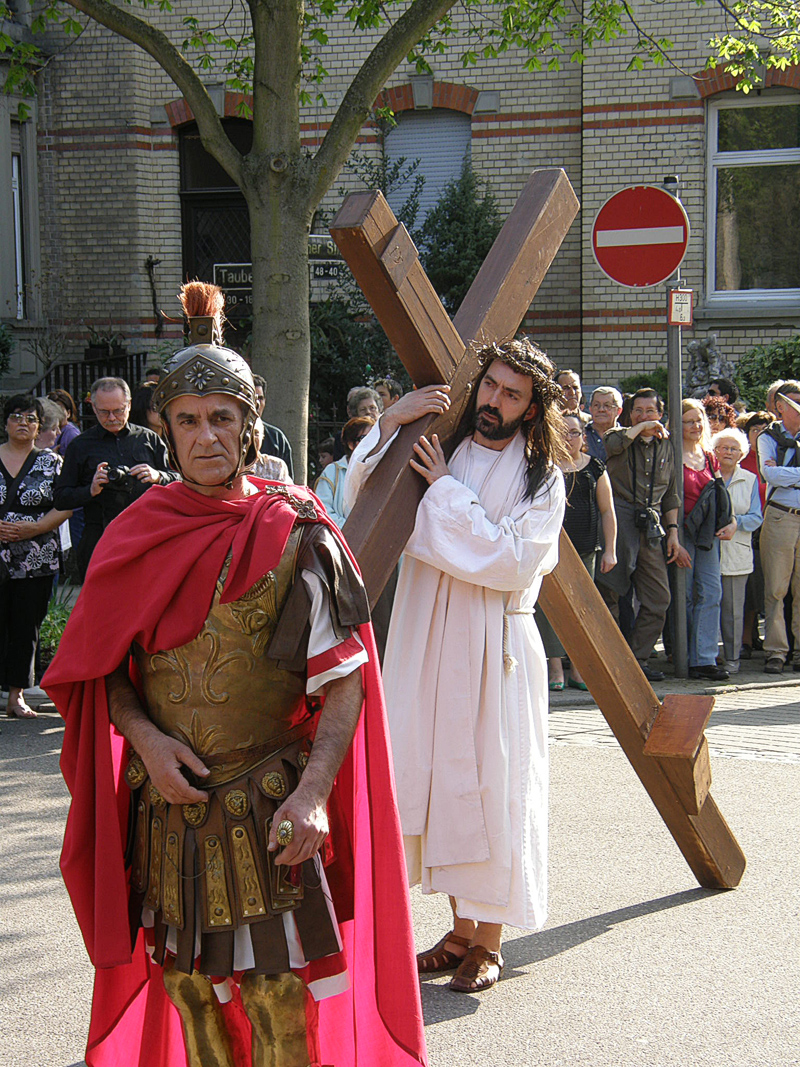
Le Portement de croix en 2009

La procession du Vendredi saint est une procession qui a lieu chaque Vendredi saint depuis 1979 à Bad Cannstatt, quartier de la ville de Stuttgart en Allemagne. Elle réunit des milliers de fidèles.

## Historique et déroulement
Ce sont des ouvriers catholiques des usines Mercedes Benz et Daimler, etc. émigrés du Mezzogiorno, originaires d'Italie, qui sont à l'initiative de cette procession qui est traditionnelle dans leur contrée natale, et que l'on rencontre également en Bavière et dans le Bade-Wurtemberg. Au fil des années, une foule nombreuse d'habitants de la région, aussi bien d'origine allemande qu'étrangère, y participe. Ils sont dix mille en 2009. Une cinquantaine de personnes volontaires et environ soixante-dix fidèles d'origine italienne des paroisses des environs figurent les personnages de la Passion du Christ dans une procession organisée par la paroisse Notre-Dame, la paroisse Saint-Pierre-et-Saint-Rupert, ainsi que par la mission catholique italienne.
La Passion commence par le Jugement du Christ à l'intérieur de l'église de Cannstatt qui se trouve place du marché, puis le Portement de Croix a lieu à travers les rues de la ville, tandis que des haut-parleurs diffusent les lectures et les prières. Le personnage de Jésus est escorté par des soldats romains en costume commandés par un centurion. Sa croix est lourde et sa couronne d'épines authentique. La station du chemin de croix avec Simon de Cyrène et les autres sont scrupuleusement respectées.
La Passion se déroule ensuite dans le Kurpark (parc thermal) et la scène de la Crucifixion a lieu dans la partie haute du Kurpark.
Différentes fanfares d'instruments à vent accompagnent la prière.

## Illustration

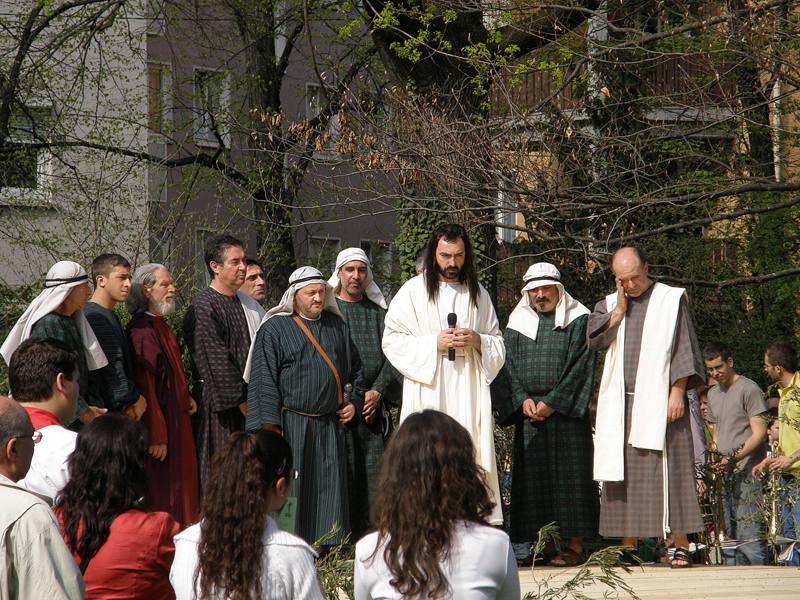
Début de la Passion
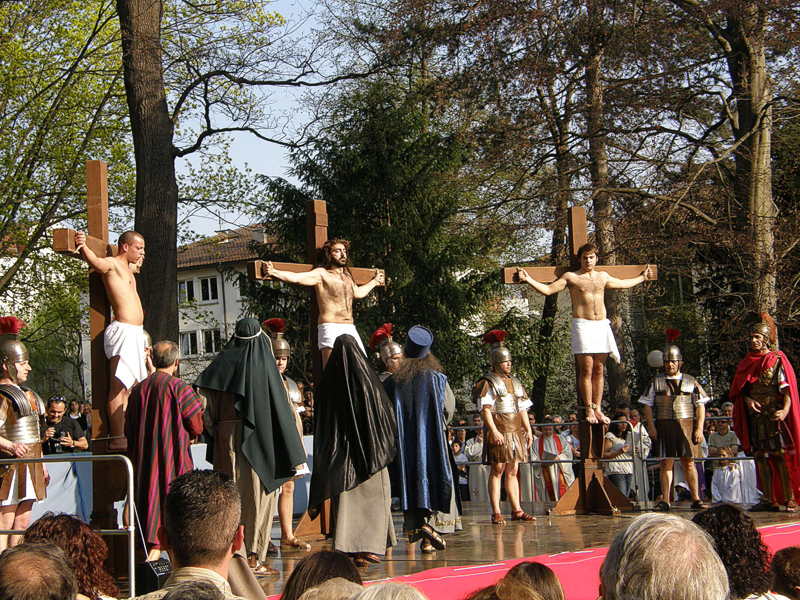
Scène de la Crucifixion
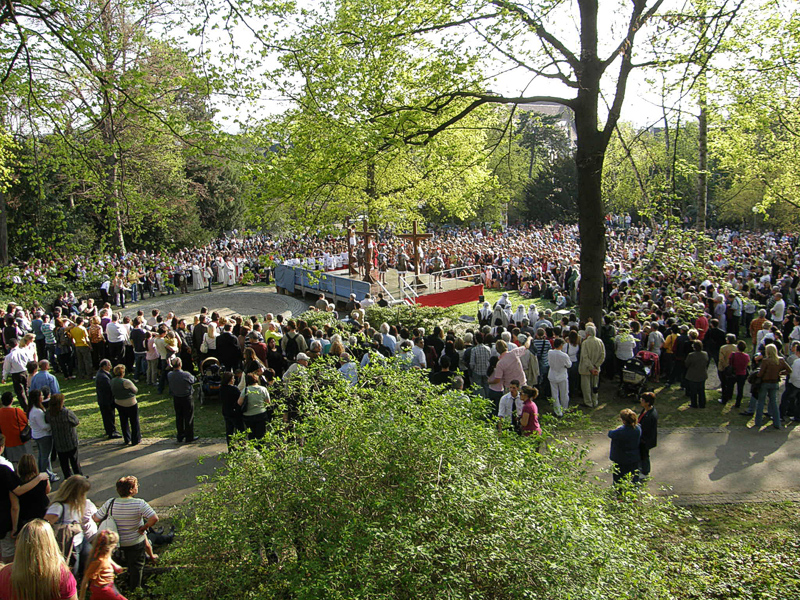
La Crucifixion dans le Kurpark en 2009

## Source
- (de) Cet article est partiellement ou en totalité issu de l’article de Wikipédia en allemand intitulé « Bad Cannstatt » (voir la liste des auteurs).